# Kistler Gruppe
Die Kistler Gruppe (rechtlich Kistler Holding AG) mit Hauptsitz in Winterthur, Schweiz, ist eine international tätige und auf Messtechnik spezialisierte Unternehmensgruppe. Weltweit beschäftigt Kistler rund 2.000 Mitarbeiter an mehr als 60 Standorten. 2024 erwirtschaftete das Unternehmen einen Umsatz von 448 Millionen Schweizer Franken. Kistler investiert durchschnittlich neun Prozent seines Umsatzes in Forschung und Entwicklung und hält die Rechte an rund 700 Patenten.

## Geschichte
1950 liess Walter P. Kistler den von ihm entwickelten Ladungsverstärker patentieren. 1955 gründete er gemeinsam mit Hans Conrad Sonderegger die Einzelfirma Kistler Instruments in den USA. Das war damals eine kleine Werkstatt in North Tonawanda bei Buffalo, in der Elektronik und Zubehörteile zu importierten Sensoren gefertigt wurden. Hans Conrad Sonderegger kehrte in die Schweiz zurück und machte sich selbstständig. 1959 gründete er die Kistler Instrumente AG, die sich der Entwicklung und Produktion verschiedener Quarzsensoren widmete. In den folgenden Jahren expandierte die Kistler Gruppe ins Ausland, zunächst mit der Gründung von Tochtergesellschaften in Deutschland (1963) und Grossbritannien (1966). Ab Mitte der 1980er-Jahre folgten weitere Niederlassungen in Europa, Nord-, Mittel- und Südamerika sowie Asien und Australien.

## Technologie

### Erfindung des Ladungs-Spannungs-Wandlers
Bei mechanischer Belastung lässt sich aus entsprechend bearbeitetem Quarz ein Ladungssignal generieren, das direkt proportional zur einwirkenden Kraft ist – das Prinzip der Piezoelektrizität. Walter P. Kistler erfand 1948 (Patentierung 1950) einen Ladungsverstärker (Ladungs-Spannungs-Wandler), der die breite industrielle Anwendung dieser Piezoelektrizität ermöglicht. Der Ladungsverstärker wandelt die von den Quarzen erzeugten, sehr kleinen elektrischen Ladungen in messbare elektrische Spannung um, die dann analysiert und weiterverarbeitet werden kann.
Quarzsensoren sind ausserordentlich stabil, robust und kompakt und lassen sich oftmals an Messpunkten einbauen, an denen andere Technologien nicht eingesetzt werden können. Daher sind sie nicht nur in der Forschung und Entwicklung, sondern beispielsweise auch in Produktionsbereichen und industrieller Prüftechnik verbreitet.

### PiezoStar-Kristalle
Seit 1998 züchtet die Kistler Gruppe eigene Kristalle für den Einsatz in piezoelektrischen Sensoren. Diese neuen Kristallverbindungen erfüllen die steigenden Anforderungen an die Empfindlichkeit, Grösse (wegen zunehmender Miniaturisierung der Sensoren) sowie Belastung (durch die höheren Temperaturen, bei denen sie zum Einsatz kommen). Die unter dem Namen PiezoStar vermarkteten Kristalle zeichnen sich aus durch hohe piezoelektrische Empfindlichkeit, geringe Temperaturabhängigkeit, hohe Stabilität der Eigenschaften und eine mögliche Einsatztemperatur bis über 700 °C. Zur Herstellung verwendet Kistler das seit 1916 bekannte Czochralski-Verfahren (Züchtung aus der Schmelze), mit dem in kurzer Zeit grosse Kristalle guter Qualität gezüchtet werden können.

### Dehnmesstechnologie und optische Messverfahren
Kistler ist nicht nur auf die piezoelektrische und piezoresistive Messtechnik spezialisiert, sondern bedient sich auch weiterer Technologien wie optischer Messverfahren oder der Dehnmesstechnologie. Dehnmessstreifen (DMS) kommen insbesondere zum Einsatz, wenn langzeitstabile Messungen in schwankenden Temperaturumfeldern gefragt sind, bei denen sehr kleine Kräfte erfasst werden sollen. DMS-basierte Sensoren finden sich daher in der Prüfstandsmesstechnik und in Kraftsensoren für Dauerbelastungsmessungen. Optische Messverfahren wiederum haben den Vorteil, dass sie unter Anwendung von Licht kontaktlos erfolgen, beispielsweise zur Qualitätssicherung. So sorgen beispielsweise automatisierte Prüfsysteme für 100-Prozent-Prüfung und Rückverfolgbarkeit von Massenteilen.

## Tätigkeitsbereiche
Kistler entwickelt, produziert und vertreibt Druck-, Kraft-, Drehmoment- und Beschleunigungssensoren sowie darauf abgestimmte Elektronik und Software zur Analyse und Auswertung der erfassten Messdaten. Die Produkte und Lösungen werden zur effizienten und nachhaltigen Steuerung von Produktionsprozessen in unterschiedlichsten Branchen eingesetzt, darunter:

### Industrielle Produktion
Werkzeuginnendruck- und Temperatursensoren sowie die Prozessüberwachungssysteme von Kistler zielen bei der Kunststoffproduktion darauf ab, die im Spritzgiessprozess nicht direkt beobachtbaren Variablen (z. B. Einspritzgeschwindigkeit oder Schmelztemperatur) zu verstehen und zu steuern, um so den Herstellungsprozess zu optimieren.
Die Herstellung medizintechnischer und pharmazeutischer Produkte muss strengen Qualitätskriterien entsprechen. MaXYmos TL ML von Kistler ist das weltweit erste FDA- und MDR-konforme Prozessüberwachungssystem für Füge- und Montageprozesse sowie bei Prüfverfahren.
In der komplexen Halbleiterfertigung dient die piezoelektrische dynamische Messtechnik dazu, mechanischen Stress, Vibrationen und Druckabweichungen zu erfassen, zu überwachen und zu steuern, und damit die Qualitätssicherung und Produktivität zu verbessern.
In der Computer, Communications und Consumer Electronics Industrie (3C) mit sehr kurzen Ramp-Up-Zeiten und maximalen Qualitätsanforderungen hilft die hochempfindliche Sensorik in Verbindung mit Prozessüberwachungssystemen dabei, Fehlteile während der Produktion frühzeitig zu erkennen und auszusortieren.

### Forschung und Entwicklung
Für die Fahrzeugentwicklung entwirft Kistler Testsysteme und Messketten für Reifen, Betriebsfestigkeit, Fahrdynamik und NVH-Tests (Noise, Vibration, Harshness). Zusätzlich stattet Kistler eigene Crashtest-Dummys mit Sensoren aus und entwickelt massgeschneiderte komplette Crashsysteme für anspruchsvolle Fahrzeugsicherheitstests an.
Entwicklungsteams in der Luft- und Raumfahrt nutzen die Sensoren von Kistler unter anderem für Drohnen und kleinere Luftfahrzeuge, die Vibrationsmessung an Flugzeugen oder die Prüfung ihrer Fahrwerke und Bremsen. Messeinrichtungen von Kistler für Raumfahrttests decken zudem Vibrationsprüfungen an Weltraumnutzlasten in Umgebungssimulationen und Raketentriebwerkstests ab. Zusätzlich entwickelt Kistler Messtechnik für Windkanaltests sowie die Entwicklung und Prüfung von Triebwerken.
Im Schiffbau und in der Seeschifffahrt sorgen Anwendungen von Kistler auch auf hoher See für höhere Effizienz und einen optimierten Ressourcenverbrauch. Dazu wird der Zylinderdruck in den Grossmotoren überwacht und der Verbrennungsprozess optimiert. Pro Grossmotor lassen sich dadurch bi zu zwei Prozent Treibstoff einsparen.

### Sicherung der Infrastruktur
In der Energie- und Infrastrukturbranche ermöglicht Messtechnik von Kistler das Structural Health Monitoring (SHM) inklusive Forschung. Neben der Überwachung von vielbefahrenen Brücken durch Weigh In Motion (WIM) Systeme lassen sich die Sensoren und Systeme auch für die Zustandsüberwachung von Öl- und Gasleitungen, Atom-, Wasser- und Windkraftwerken, Gasturbinen oder im Bauwesen einsetzen.

### Leistungsdiagnostik
Auch die Industrien Biomechanik und Life Sciences setzen Messtechnik von Kistler ein, beispielsweise in Sportwissenschaft, Leistungsdiagnostik sowie Bewegungs- und Ganganalyse. Insbesondere die Kraftmessplatten mit hochsensibler Sensorik erfreuen sich grosser Beliebtheit in unterschiedlichsten Ländern und Sportarten und trugen auch zum Erfolg der Olympioniken 2024 bei.

## Akquisitionen
In den letzten Jahren verzeichnete die Kistler Gruppe ein starkes organisches und anorganisches (durch Akquisitionen erzieltes) Wachstum.
Folgende Firmen gehören heute zur Kistler Gruppe:
- AMS Gesellschaft für angewandte Mess- und Systemtechnik mbh (seit 2018)[26] Jetzt: Kistler Chemnitz GmbH
- LIK Mechanical and Electrical Technology Co., Ltd. (seit 2018)[27] Jetzt: Kistler Electromechanical Technology Shanghai
- Vester Elektronik GmbH (seit 2017)[28] Jetzt: Kistler Straubenhardt GmbH
- eso GmbH (seit 2017)[29] Jetzt: Kistler Instrumente GmbH
- Schatz AG (seit 2016)[30] Jetzt: Kistler Instrumente GmbH
- Baewert Präzisionsmesstechnik (seit 2012)[31] Jetzt: Kistler Instrumente GmbH, Standort Meerane
- MSC Automotive GmbH (seit 2009)[32]
- KT Automotive GmbH (seit 2009)[33] Jetzt: Kistler Instrumente GmbH, Standort Sindelfingen
- Staiger Mohilo (seit 2006)[34] Jetzt: Kistler Instrumente GmbH, Standort Lorch
- VELOS Messsysteme (seit 2003)[35] Jetzt: Kistler Instrumente GmbH, Standort Sindelfingen
- IGeL GmbH (seit 2002)[36] Jetzt: Kistler Instrumente GmbH, Standort Sindelfingen

## Mitgliedschaften
IAMTS (seit März 2021)